# Neaira (hetär)
Neaira eller Neaera, född cirka 390 f.Kr., död efter 340 f.Kr., var en grekisk hetär under antiken.  Hon är berömd för den rättsprocess som fördes mot henne mellan 343 och 340 f-Kr., där hon stod åtalad för att ha gift sig illegalt med en medborgare i Aten och utgett sin dotter för att vara en atensk medborgare. Det berömda Talet mot Neaera, som hölls mot henne av Apollodorus (traditionellt bevarat som Demosthenes tal), betraktas som en viktig historisk källa, då den innehåller mer detaljerad information om sexindustrin i antikens Grekland än någon annan källa. 

## Biografi

### Korinth
Neaira var omkring femtio år under sin berömda rättsprocess, och borde alltså ha varit född omkring år 390. Hennes liv beskrivs ingående i Talet mot Neaera. Hennes födelseort och bakgrund är okänd. Hon köptes som barn av bordellägaren Nikarete från Korinth, som tränade upp slavflickor till hetärer och prostituerade dem, och som påstod att de var hennes döttrar snarare än slavar, eftersom det drev upp priset. Nikarete ska ha prostituerat henne redan under barndomen. Lysias var bland bordellens kunder. Vid tolv eller tretton års ålder blev hon genom Lysias invigd i de Eleusinska mysterierna i Eleusis. År 378 besökte hon även Panathenaia i sällskap med aristokraten Simus.

### Phrynion
Vid omkring fjorton års ålder cirka 376 köptes hon av Timanoridas från Korinth och Eukrates från Lefkada. När dessa gifte sig, erbjöd de henne att köpa sig fri, vilket hon gjorde med hjälp av bidrag och lån från kunder. I överenskommelsen ingick också att hon inte längre skulle arbeta som hetär i Korinth, och hon reste därför till Aten med Phrynion, en av sina kunder. Phyrinion tog år 373 med henne till en fest hos Chabrias, där hon utsattes för övergrepp av dennes gäster och slavar när hon hade blivit medvetslös efter att ha druckit för mycket. På grund av detta, och för att hon utsattes för övergrepp av Phrynion, lämnade hon året därpå Aten med sina juveler och sin garderob, två kvinnliga tjänare och flera av Phrynions tillhörigheter, och bosatte sig i Megara. 

### Stephanus
År 371 mötte hon Stephanus, som erbjöd sig att vara hennes beskyddare om hon följde honom till Aten. Hon gick med på förslaget och återvände tillsammans med sin dotter och två pojkar, som ibland har föreslagits vara hennes, men som troligen i själva verket var Stephanus söner med hans tidigare hustru. I Aten försökte Phrynion ta henne tillbaka från Stephanus, som dock påpekade att Neaira var fri och inte en slav. Phrynion stämde henne då inför rätten och påstod att hon var slav, men rätten dömde till hennes fördel och fastslog att hon var fri och dessutom sin egen förmyndare, kyria, vilket var ett särskilt privilegium för hetärer i Aten, där kvinnor i allmänhet stod under en manlig förmyndare (kyrios). Phrynion och Stephanus kom dock överens om att dela på henne, något Neaira tvingades gå med på. 

### Åtalet
År 343 eller 340 åtalades Neaira och Stephanus av Theomnestus, på sin svärfar Apollodorus vägnar, för att ha utgett sig för att vara medborgare (xenias), ett brott som kunde leda till förlust av frihet och att bli såld som slav. Hon ska enligt åtalet ha gift sig med en atensk medborgare och ha presenterat sitt/sina barn som medborgare. Det finns ingen information bevarad om hur denna rättegång slutade. Forskare har bedömt Apollodorus anklagelser som svaga, men det utesluter inte en fällande dom.